# Samantha Munro
Samantha Munro (Oshawa, 19 ottobre 1990) è un'attrice canadese.
È conosciuta soprattutto per il suo ruolo di Anya MacPherson nella serie TV Degrassi: The Next Generation. Nel 2015 ha interpretato Shannen Doherty/Brenda Walsh nel film televisivo The Unauthorized Beverly Hills, 90210 Story di Lifetime.

## Biografia
Samantha Munro è nata a Oshawa, in Ontario. Prima di fare le sue apparizioni televisive, faceva parte dell'Oshawa Little Theater, dove ha recitato in Alice nel paese delle meraviglie, Tom Sawyer e Il mago di Oz.
Nel 2008, Samantha è andata in Ecuador con l'organizzazione Free The Children.

## Filmografia

### Cinema
- Brooklyn, regia di John Crownley (2015)

### Televisione
- Falcon Beach – serie TV, episodio 1x06 (2006)
- Indagini ad alta quota (Mayday) – serie TV, episodio 4x01 (2007)
- Degrassi: The Next Generation – serie TV, 129 episodi (2007-2011)
- Degrassi Goes Hollywood, regia di Stefan Brogren – film TV (2009)
- Gossip Girl – serie TV, episodio 3x19 (2010)
- Rookie Blue – serie TV, episodio 2x06 (2011)
- Lost Girl – serie TV, episodio 2x16 (2012)
- The Next Step Aftershow – programma TV (2013)
- The Unauthorized Beverly Hills, 90210 Story, regia di Vanessa Parise – film TV (2015)
- Between – serie TV, 12 episodi (2015-2016)
- Good Witch – serie TV, episodio 5x07 (2019)

## Doppiatrici italiane
- Elena Perino in Between